# ارتفاع زمین‌پتانسیلی

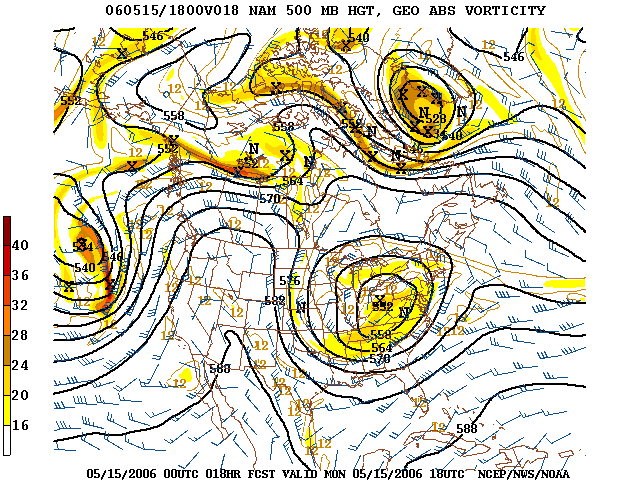
تحلیل ارتفاع زمین‌پتانسیلی در مدل میان‌مقیاس آمریکای شمالی (NAM) در تراز ۵۰۰ هکتوپاسکال.

ارتفاع زمین‌پتانسیلی یا ارتفاع ژئوپتانسیل (انگلیسی: Geopotential height) نوعی مختصات عمودی و مربوط به سطح اصلی دریاها در زمین است که این سطح، برابر با زمین‌پتانسیل صفر در نظر گرفته شده است. ارتفاع زمین‌پتانسیلی نشان‌دهنده مقدار کار درگیر برای بلندکردن یک واحد جرم بر روی یک یکای طول از طریق یک فضای فرضی است که در آن شتاب گرانشی ثابت فرض می‌شود. در دستگاه بین‌المللی یکاها (SI) اختلاف ارتفاع زمین‌پتانسیلی یک متری، به معنای جابه‌جایی عمودی یک بسته یک کیلوگرمی و برابر با گرانش استانداردی به مقدار ۹٫۸۰۶۶۵ m/s2 است. این مقدار مربوط به یک کار ثابت یا تفاوت انرژی پتانسیل به مقدار ۹٫۸۰۶۶۵ ژول است.
ارتفاع زمین‌پتانسیلی با ارتفاع هندسی (که با یک متر نواری نشان داده می‌شود) متفاوت است، زیرا گرانش زمین ثابت نیست و به طرز قابل توجهی با ارتفاع و عرض جغرافیایی تغییر می‌کند؛ بنابراین، اختلاف ارتفاع زمین‌پتانسیلی ۱ متری نشان‌دهنده فاصله عمودی متفاوت در فضای فیزیکی است: «اگر قرار است به همان میزان کار انجام شود، واحد جرم در استوا باید بیشتر از قطب‌ها بلند شود.» مفهومی پرکاربرد در هواشناسی، اقلیم‌شناسی و اقیانوس‌نگاری است. همچنین ارتفاع زمین‌پتانسیلی به‌صورت یک قرارداد تاریخی در هوانوردی باقی مانده است، زیرا ارتفاع مورد استفاده برای کالیبراسیون ارتفاع‌سنج‌های فشاری هواگردها است.